# Ministri della salute della Romania
Questo elenco comprende i ministri della salute della Romania a partire dal 1989.

## Lista dei ministri della salute
| Ministro                                             | Ministro         | Ministro                              | Partito                                                                              | Governo                    | Mandato          | Mandato          | Leg.        |
| Ministro                                             | Ministro         | Ministro                              | Partito                                                                              | Governo                    | Inizio           | Fine             | Leg.        |
| ---------------------------------------------------- | ---------------- | ------------------------------------- | ------------------------------------------------------------------------------------ | -------------------------- | ---------------- | ---------------- | ----------- |
| Salute (Ministerul sănătății)                        |                  |                                       |                                                                                      |                            |                  |                  |             |
|                                                      |                  | Dan Enăchescu (1930-2008)             | Indipendente                                                                         | Governo Roman I            | 30 dicembre 1989 | 28 giugno 1990   | Provvisoria |
|                                                      |                  | Bogdan Marinescu (1944)               | Fronte di Salvezza Nazionale                                                         | Governo Roman II           | 28 giugno 1990   | 16 ottobre 1991  | I           |
|                                                      |                  | Mircea Maiorescu (?-2010)             | Indipendente                                                                         | Governo Stolojan           | 16 ottobre 1991  | 19 novembre 1992 | I           |
|                                                      |                  | Iulian Mincu (1927-2015)              | Fronte Democratico di Salvezza Nazionale Partito della Democrazia Sociale di Romania | Governo Văcăroiu           | 19 novembre 1992 | 23 agosto 1996   | II          |
|                                                      |                  | Daniela Bartoș (1951)                 | Partito della Democrazia Sociale di Romania                                          | Governo Văcăroiu           | 23 agosto 1996   | 12 dicembre 1996 | II          |
|                                                      |                  | Ștefan Drăgulescu (1943)              | Partito Nazionale Contadino Cristiano Democratico                                    | Governo Ciorbea            | 12 dicembre 1996 | 5 dicembre 1997  | III         |
|                                                      |                  | Ion Victor Bruckner (1944)            | Indipendente                                                                         | Governo Ciorbea            | 5 dicembre 1997  | 17 aprile 1998   | III         |
|                                                      |                  | Francisc Bárányi (1936-2016)          | Unione Democratica Magiara di Romania                                                | Governo Vasile             | 17 aprile 1998   | 24 giugno 1998   | III         |
|                                                      |                  | Valeriu Stoica (ad interim) (1953)    | Partito Nazionale Liberale                                                           | Governo Vasile             | 24 giugno 1998   | 10 luglio 1998   | III         |
|                                                      |                  | Gábor Hajdu (1938)                    | Unione Democratica Magiara di Romania                                                | Governo Vasile             | 10 luglio 1998   | 22 dicembre 1999 | III         |
| Governo Isărescu                                     | 22 dicembre 1999 | Gábor Hajdu (1938)                    | Unione Democratica Magiara di Romania                                                | 28 dicembre 2000           |                  |                  | III         |
| Salute e famiglia (Ministerul sănătății și familiei) |                  |                                       |                                                                                      |                            |                  |                  |             |
|                                                      |                  | Daniela Bartoș (1951)                 | Partito della Democrazia Sociale di Romania Partito Social Democratico               | Governo Năstase            | 28 dicembre 2000 | 19 giugno 2003   | IV          |
| Salute (Ministerul sănătății)                        |                  |                                       |                                                                                      |                            |                  |                  |             |
|                                                      |                  | Mircea Beuran (1953)                  | Partito Social Democratico                                                           | Governo Năstase            | 19 giugno 2003   | 20 ottobre 2003  | IV          |
|                                                      |                  | Ionel Blănculescu (ad interim) (1959) | Partito Social Democratico                                                           | Governo Năstase            | 20 ottobre 2003  | 27 novembre 2003 | IV          |
|                                                      |                  | Ovidiu Brânzan (1959)                 | Partito Social Democratico                                                           | Governo Năstase            | 27 novembre 2003 | 28 dicembre 2004 | IV          |
| Salute pubblica (Ministerul sănătății publice)       |                  |                                       |                                                                                      |                            |                  |                  |             |
|                                                      |                  | Mircea Cinteză (1950)                 | Partito Nazionale Liberale                                                           | Governo Tăriceanu I        | 29 dicembre 2004 | 22 agosto 2005   | V           |
|                                                      |                  | Eugen Nicolăescu (1955)               | Partito Nazionale Liberale                                                           | Governo Tăriceanu I        | 22 agosto 2005   | 5 aprile 2007    | V           |
| Governo Tăriceanu II                                 | 5 aprile 2007    | Eugen Nicolăescu (1955)               | Partito Nazionale Liberale                                                           | 22 dicembre 2008           |                  |                  | V           |
|                                                      |                  | Ion Bazac (1968)                      | Partito Social Democratico                                                           | Governo Boc I              | 22 dicembre 2008 | 1 ottobre 2009   | VI          |
|                                                      |                  | Adriean Videanu (ad interim) (1962)   | Partito Democratico Liberale                                                         | Governo Boc I              | 2 ottobre 2009   | 23 dicembre 2009 | VI          |
|                                                      |                  | Attila Cseke (1973)                   | Unione Democratica Magiara di Romania                                                | Governo Boc II             | 23 dicembre 2009 | 17 agosto 2011   | VI          |
|                                                      |                  | Ladislau Ritli (1948)                 | Unione Democratica Magiara di Romania                                                | Governo Boc II             | 17 agosto 2011   | 9 febbraio 2012  | VI          |
| Governo Ungureanu                                    | 9 febbraio 2012  | Ladislau Ritli (1948)                 | Unione Democratica Magiara di Romania                                                | 7 maggio 2012              |                  |                  | VI          |
| Salute (Ministerul sănătății)                        |                  |                                       |                                                                                      |                            |                  |                  |             |
|                                                      |                  | Vasile Cepoi (1954)                   | Indipendente                                                                         | Governo Ponta I            | 7 maggio 2012    | 1 ottobre 2012   | VI          |
|                                                      |                  | Victor Ponta (ad interim) (1972)      | Partito Social Democratico                                                           | Governo Ponta I            | 3 ottobre 2012   | 6 novembre 2012  | VI          |
|                                                      |                  | Raed Arafat (1964)                    | Indipendente                                                                         | Governo Ponta I            | 7 novembre 2012  | 21 dicembre 2012 | VI          |
|                                                      |                  | Eugen Nicolăescu (1955)               | Partito Nazionale Liberale                                                           | Governo Ponta II           | 21 dicembre 2012 | 25 febbraio 2014 | VII         |
|                                                      |                  | Nicolae Bănicioiu (1979)              | Partito Social Democratico                                                           | Governo Ponta II           | 26 febbraio 2014 | 5 marzo 2014     | VII         |
| Governo Ponta III                                    | 5 marzo 2014     | Nicolae Bănicioiu (1979)              | Partito Social Democratico                                                           | 17 dicembre 2014           |                  |                  | VII         |
| Governo Ponta IV                                     | 17 dicembre 2014 | Nicolae Bănicioiu (1979)              | Partito Social Democratico                                                           | 17 novembre 2015           |                  |                  | VII         |
|                                                      |                  | Patriciu Achimaș-Cadariu (1976)       | Indipendente                                                                         | Governo Cioloș             | 17 novembre 2015 | 9 maggio 2016    | VII         |
|                                                      |                  | Vlad Voiculescu (1983)                | Indipendente                                                                         | Governo Cioloș             | 20 maggio 2016   | 4 gennaio 2017   | VII         |
|                                                      |                  | Florian Dorel Bodog (1971)            | Partito Social Democratico                                                           | Governo Grindeanu          | 4 gennaio 2017   | 29 giugno 2017   | VIII        |
| Governo Tudose                                       | 29 giugno 2017   | Florian Dorel Bodog (1971)            | Partito Social Democratico                                                           | 29 gennaio 2018            |                  |                  | VIII        |
|                                                      |                  | Sorina Pintea (1965)                  | Partito Social Democratico                                                           | Governo Dăncilă            | 29 gennaio 2018  | 4 novembre 2019  | VIII        |
|                                                      |                  | Victor Costache (1974)                | Partito Nazionale Liberale                                                           | Governo Orban I            | 4 novembre 2019  | 14 marzo 2020    | VIII        |
| Governo Orban II                                     | 14 marzo 2020    | Victor Costache (1974)                | Partito Nazionale Liberale                                                           | 26 marzo 2020              |                  |                  | VIII        |
| Governo Orban II                                     |                  |                                       | Nelu Tătaru (1972)                                                                   | Partito Nazionale Liberale | 26 marzo 2020    | 23 dicembre 2020 | VIII        |
|                                                      |                  | Vlad Voiculescu (1983)                | Partito della Libertà, dell'Unità e della Solidarietà                                | Governo Cîțu               | 23 dicembre 2020 | 14 aprile 2021   | IX          |
|                                                      |                  | Florin Cîțu (ad interim) (1972)       | Partito Nazionale Liberale                                                           | Governo Cîțu               | 14 aprile 2021   | 21 aprile 2021   | IX          |
|                                                      |                  | Ioana Mihăilă (1980)                  | Partito della Libertà, dell'Unità e della Solidarietà                                | Governo Cîțu               | 21 aprile 2021   | 7 settembre 2021 | IX          |
|                                                      |                  | Attila Cseke (ad interim) (1973)      | Unione Democratica Magiara di Romania                                                | Governo Cîțu               | 8 settembre 2021 | 25 novembre 2021 | IX          |
|                                                      |                  | Alexandru Rafila (1961)               | Partito Social Democratico                                                           | Governo Ciucă              | 25 novembre 2021 | 15 giugno 2023   | IX          |
| Governo Ciolacu I                                    | 15 giugno 2023   | Alexandru Rafila (1961)               | Partito Social Democratico                                                           | 23 dicembre 2024           |                  |                  | IX          |
| Governo Ciolacu II                                   | 23 dicembre 2024 | Alexandru Rafila (1961)               | Partito Social Democratico                                                           | In carica                  | X                |                  |             |